# لينا نيلسون (ممثلة)
لينا نيلسون (بالسويدية: Lena Nilsson)‏ هي ممثلة سويدية، ولدت في 4 يناير 1962 في ستوكهولم في السويد.

## وصلات خارجية
- لينا نيلسون على موقع IMDb (الإنجليزية)
- لينا نيلسون على موقع قاعدة بيانات الأفلام السويدية (السويدية)
- لينا نيلسون على موقع قاعدة بيانات الفيلم (الإنجليزية)